# Трънковци
Тръ̀нковци е село в Северна България. То се намира в община Елена, област Велико Търново.

## География
Село Трънково е разположено в планински район. Намира се в землището на село Илков рът.

## История
През 1978 г. поради изселване на махала Драгановци, е присъединена към Трънковци. След административно-териториална реформа от 1995 г. махала Трънковци получава статут на село.

## Население
| Трънковци                                    | Трънковци | Трънковци | Трънковци | Трънковци | Трънковци | Трънковци | Трънковци | Трънковци | Трънковци | Трънковци | Трънковци | Трънковци | Трънковци |
| -------------------------------------------- | --------- | --------- | --------- | --------- | --------- | --------- | --------- | --------- | --------- | --------- | --------- | --------- | --------- |
| година                                       | 1934      | 1946      | 1956      | 1965      | 1975      | 1985      | 1992      | 2001      | 2011      | 2012      |           |           |           |
| население                                    | 80        | 70        | 13        | 22        | 8         | 6         | 5         | 0         | 1         | 0         |           |           |           |
| Източници: Национален статистически институт |           |           |           |           |           |           |           |           |           |           |           |           |           |